# Вільям Стюарт (велогонщик)
Вільям Стюарт (англ. William Stewart, 15 вересня 1883 — 9 серпня 1950) — британський велогонщик.
Срібний призер Олімпійських Ігор 1920 року в командній гонці переслідування.